# EToro
eToro ist ein israelisches multinationales Unternehmen für Social Trading und Multi-Asset-Investitionen, das sich auf die Bereitstellung von Finanz- und Copy-Trading-Diensten konzentriert.
Der Hauptsitz befindet sich in Zentralisrael. Das Unternehmen hat Niederlassungen in Zypern, dem Vereinigten Königreich, den Vereinigten Staaten, Australien, Deutschland und VAE.
Im September 2024 zählte eToro 38 Millionen registrierte Nutzerinnen und Nutzer und über 3,5 Millionen finanzierte Konten. Anfang 2025 beantragte das Unternehmen die Notierung an der Nasdaq und ging am 14. Mai an die Börse. Im 2025 lag der Wert des Unternehmens bei 5,5 Milliarden USD.

## Historie
eToro wurde 2007 in Tel Aviv als RetailFX von den Brüdern Yoni Assia und Ronen Assia zusammen mit David Ring gegründet.
Im Jahr 2010 veröffentlichte eToro die soziale Investment-Plattform eToro OpenBook zusammen mit der „Copy-Trading“ Funktion. Die eToro Handelsplattform ermöglicht es privaten Investoren, die Top-Händler des Netzwerks automatisch zu sehen, zu verfolgen und deren Transaktionen zu kopieren. Der Social Newsfeed von eToro und das Popular-Investor-Programm wurden später auf der Grundlage dieser Funktion entwickelt. Später in diesem Jahr veröffentlichte eToro seine ersten Android-Apps, damit Investoren Aktien über mobile Geräte kaufen und verkaufen können.
Zwischen 2007 und 2013 sammelte das Unternehmen 31,5 Millionen Dollar in vier Finanzierungsrunden. eToro sammelte im Dezember 2014 27 Millionen Dollar hauptsächlich von russischen und chinesischen Investoren. eToro und CoinDash wurden im Dezember 2017 Partner, um den Blockchain basierten Sozialhandel zu entwickeln. 2018 sammelte eToro weitere 100 Millionen Dollar in einer privaten Finanzierungsrunde.
Insgesamt haben Wertpapierfirmen wie CommerzVentures, Spark Capital, SBI Holdings, Korea Investment Partners, der chinesischen Bank Ping An Insurance, dem russischen Staatsfinanzunternehmen Sberbank, der technologieorientierten BRM Group und China Minsheng Financial Holdings mehr als 162 Millionen US-Dollar in eToro investiert. Weitere Investoren sind Eli und Nir Barkat, Alona Barkat, Chemi Peres und Pitango VC Fund, Digital Currency Group, Softbank, Betsy Z. Cohen, Eddy Shalev und Genesis Partners, Avner Stepak (Meitav Dash Investment House) und Bracket Capital.
Im Jahr 2013 führte das Unternehmen die Möglichkeit ein, neben Rohstoffen und Währungen auch in Aktien und CFDs zu investieren. Das Angebot umfasste zunächst 110 Aktienprodukte, die später auf 3000 Finanzprodukte anwuchsen. Im selben Jahr wurde eToro von der FCA-Regulierungsbehörde unter der Tochtergesellschaft eToro UK ermächtigt, seine Dienstleistungen in Großbritannien anzubieten. Im Januar 2014 erweiterte eToro seine Anlageinstrumente um BitcoinCFD, bevor 2017 neun weitere Kryptowährungen hinzukamen. Im April 2014 hat eToro 130 deutsche und britische Aktien aus den DAX30 und FTSE 100 Indizes in die Aktienauswahl des Unternehmens aufgenommen.
Im Jahr 2017 startete eToro seine CopyPortfolio-Funktion, mit der Anleger Investment-Portfolios von Tradern mit der besten Performance kopieren können. Im selben Jahr sagte Dennis Austinat, der Deutschland-Chef, „Wir haben es uns zum Ziel gesetzt, das Facebook des Tradings zu werden“. Die Funktion nutzt teilweise maschinelles Lernen.
Ende 2013 hatte eToro Berichten zufolge über 3 Millionen Konten. Ende 2017 gab eToro bekannt, dass es 8 Millionen eröffnete Konten hatte. Im Juni 2018 berichtete The Irish Times, dass das Unternehmen in 140 Ländern mit mehr als 10 Millionen Nutzern tätig ist.
Die Wirecard AG war eine der meistverkauften Aktien auf eToro.
CEO Yoni Assia hat erklärt, dass jüngere Menschen den Aufstieg von eToro vorangetrieben haben und sagte CNBC: „Die Generation X und Y gewinnen immer mehr Kontrolle über ihr Geld und sind daran interessiert, mehr eigene Entscheidungen zu treffen und mehr Online- und sozialen Plattformen zu nutzen“.
Im März 2019 wurde von Business Insider berichtet, dass eToro mehr als 10 Millionen Nutzer hat.
eToro hat 2018 ein Kryptowährungs-Wallet für Android und iOS eingeführt.
Im Mai 2018 trat eToro mit 10 Kryptowährungen in den US-Markt ein: Bitcoin, Ethereum, Litecoin, XRP, Dash, Bitcoin Cash, Stellar, Ethereum Classic, NEO und EOS.
Im November 2018 kündigte eToro den Start von GoodDollar an, einem Projekt, das darauf abzielt, die globale Vermögensungleichheit durch ein bedingungsloses Grundeinkommen unter Verwendung der DeFi-Technologie auf einer Blockchain zu verringern. Im September 2021 erhöhte eToro seine Beteiligung an dem GoodDollar-Protokoll von 58.000 USD auf 1 Million USD.
Im Dezember 2018 erhielt eToroX, die Kryptowährungstochtergesellschaft von eToro, von der Gibraltar Financial Services Commission eine Distributed Ledger Technology (DLT)-Lizenz zur Speicherung oder Übertragung von Werten anderer Anbieter (DLT-Aktivitäten). Finance Magnates berichtete, dass „eToroX mit der Definition und Umsetzung der Vision von eToro rund um die Blockchain, einschliesslich des bevorstehenden Krypto-Austauschs und der Entwicklung von Kryptoassets, beauftragt ist“.
Im März 2019 erwarb eToro das dänische Blockchain-Unternehmen Firmo für einen nicht veröffentlichten Betrag. Laut Techcrunch wird die Übernahme es eToro ermöglichen, seine Entwicklung von Angeboten für tokenisierte Assets zu beschleunigen.
Im April 2019 erweiterte eToro seinen Kryptowährungsaustauschdienst eToroX um acht StableCoins.
Im Juni 2019 äußerte sich Yoni Assia zu Verdict über den Start der Kryptowährung Libra bei Facebook und erklärte, dass es bei der Kryptowährung um „globale und lokale Politik und die Trennung von Staat und Geld“ gehe. In seinem Interview mit Daily Express bestätigte er die Pläne von eToro, Libra auf der Handels- und Investitionsplattform von eToroX und eToro zu listen.
Im September 2019 präsentierte eToro Lira, eine neue Open-Source-Programmiersprache für Finanzverträge.
Im Oktober 2019 veröffentlichte eToro ein sentiment-basiertes Krypto-Portfolio mit KI-Technologie, um die aktuellen positiven oder negativen Eindrücke von Twitter in Bezug auf digitale Assets auszuwerten.
Im November 2019 erwarb eToro Delta, ein in Belgien ansässiges Unternehmen für Crypto-Portfolio-Tracker-Anwendungen.
Im Jahr 2020 übernahm das Unternehmen Marq Millions, die britische Abteilung von e-money, die dann in eToro Money umbenannt wurde. Das Unternehmen erhielt außerdem eine primäre Mitgliedschaft bei Visa und eine Lizenz für E-Geld-Institute (EMI) von der Financial Conduct Authority. Im Dezember 2021 führte das Unternehmen die eToro-Money-Debitkarte für britische Bürger ein, die die Ausgabe einer VISA-Debitkarte an die Nutzer beinhaltet.
Im März 2021 kündigte eToro an, durch eine SPAC-Fusion in Höhe von 10,4 Milliarden US-Dollar eine Aktiengesellschaft zu werden. Aufgrund der Marktinstabilität und interner Herausforderungen innerhalb der SPAC, einschließlich „wesentlicher Schwächen“ bei den Finanzkontrollen, wurde das Geschäft jedoch Mitte 2022 abgebrochen.
Im August 2022 unterzeichnete eToro eine endgültige Vereinbarung zur Übernahme von Gatsby, einem Fintech-Startup, das sich auf den Handel mit Optionen und Aktien spezialisiert hat, für 50 Millionen US-Dollar in bar und Stammaktien.
Am Donnerstag, den 13. April 2023, kündigte Twitter eine Partnerschaft mit eToro an, die Nutzern die Möglichkeit geben würde, Aktien und andere Vermögenswerte von eToro zu kaufen und zu verkaufen, teilte das Unternehmen exklusiv gegenüber CNBC mit.
Im März 2024 teilte das Unternehmen mit, New York oder London als mögliche Standorte für einen Börsengang in Betracht zu ziehen. Im Dezember 2024 beauftragte eToro Goldman Sachs mit der Leitung des für 2025 geplanten Börsengangs in den Vereinigten Staaten.
Im August 2024 ging eToro eine Partnerschaft mit dem Dubai Financial Market (DFM) ein und ermöglichte registrierten Nutzern den Zugang zu zehn an der Börse notierten Unternehmen. Im September 2024 kündigte eToro eine Partnerschaft mit der Deutschen Börse für in Deutschland gelistete Aktien an, die an der Frankfurter Wertpapierbörse notiert sind. Im selben Monat erwarb eToro die australische App Spaceship für fast 55 Millionen Dollar. Im Oktober 2024 folgte die Partnerschaft mit ARK Invest, um ein auf Technologie fokussiertes ETF-Portfolio aufzulegen. Im November 2024 erhielt eToro eine Lizenz für den Betrieb in New York.
Am 24. März 2025 wurde berichtet, dass eToro offiziell einen Antrag auf einen Börsengang in den Vereinigten Staaten gestellt hat. Am 14. Mai schloss eToro den Börsengang ab und notierte seine Aktien unter dem Tickersymbol „ETOR“ an der Nasdaq.

## Kritik
Privatanleger verlieren durch die Komplexität der CFD oft Geld. Laut eToro verlieren 77 % der Konten von Privatanlegern Geld beim Handel mit CFD.

## Niederlassungen
Die Hauptniederlassungen von eToro befinden sich in Limassol (Zypern), London (Vereinigtes Königreich) und Tel Aviv (Israel), sowie regionale Niederlassungen in Sydney (Australien), Hoboken (im US-Bundesstaat New Jersey), Hongkong und Peking (China), Frankfurt und Abu Dhabi (VAE).
eToro wird von der Cysec-Behörde in der EU reguliert, der FCA in Großbritannien, von FinCEN in den Vereinigten Staaten, und vom ASIC in Australien zugelassen.
2023 erhielt das Unternehmen von der Financial Services Regulatory Authority (FSRA) der ADGM die Genehmigung, auf den Markt der Vereinigten Arabischen Emirate zu kommen, und fügte ein ISA-Angebot hinzu.
Das Unternehmen ist nach eigenen Angaben in 75 Ländern tätig. Im September 2024 hatte eToro 38 Millionen Nutzer und 3,5 Millionen finanzierte Konten.

## Marketing und Expansion
Im August 2018 kündigte eToro einen Sponsoring-Vertrag mit sieben britischen Premiership-Teams an, darunter Tottenham Hotspur, Brighton & Hove Albion, Cardiff City, Newcastle United, Southampton, Leicester City, AS Monaco und Crystal Palace. Weitere Verträge wurden in den folgenden Saisons geschlossen.
2018 wurde bekannt gegeben, dass der Game of Thrones Star Kristian Nairn in einer Werbekampagne für eToro auftreten wird. Es wurde im Oktober 2018 auf Youtube veröffentlicht und enthielt das Internet-Mem „HODL“. Ebenso trat der US-Schauspieler Alec Baldwin in Werbespots auf YouTube auf.
Im Jahr 2019 hatte eToro Sponsoring-Vereinbarungen mit dem amerikanischen KTM-Team der MotoGP, der Ultimate Fighting Championship, dem französischen Tennisspieler Gaël Monfils und dem deutschen Fußballverein Eintracht Frankfurt. Im Jahr 2020 starteten sie zwölf neue Sponsoring-Deals mit britischen, deutschen, französischen und dänischen Sportvereinen, darunter West Bromwich Albion, Burnley, FC Augsburg, 1. FC Köln, Hamburger SV (2. Fußball-Bundesliga), Union Berlin, VfL Wolfsburg, AS Monaco und FC Midtjylland. Im Oktober 2020 gab Rugby Australia bekannt, dass eToro Presenting Partner für die Tri Nations 2020 Rugby-Serie sein wird und sie 2021 zum Hauptpartner für drei Jahre ausbauen wird. Außerdem begann 2021 eine Partnerschaft mit dem DS Techeetah-Team der Formel E.
Die South China Morning Post berichtete im Februar 2019, dass die Marke eine Expansion in Südostasien und möglicherweise Hongkong plant. Die Zeitung zitiert CEO Yoni Assia, der „erwartet, dass Asien, dank der wachsenden Märkte für Dienstleistungen im Kryptowährungshandel in Vietnam, Malaysia, den Philippinen und Thailand, in diesem Jahr bis zu 30 Prozent des Gesamtumsatzes des Unternehmens beiträgt, gegenüber 15 Prozent im Jahr 2018“.

### In den Vereinigten Staaten
Im März 2019 führte eToro seine Kryptowährungsbörse und sein eigenständiges Kryptowährungs-Wallet für US-Anwender ein. Derzeit werden 14 Kryptowährungen in 32 Bundesstaaten angeboten. Laut Techcrunch war die Einführungsstrategie „im Glauben des Unternehmens an die immensen Marktchancen, die sich durch die Tokenisierung von Assets ergeben verwurzelt“. Gleichzeitig hat eToro den US-Nutzern weitere Funktionen vorgestellt, darunter CopyPortfolio, das es Investoren ermöglicht, Portfolios zu besitzen, die auf denen der leistungsstärksten Händler auf der Plattform oder auf spezifischen Anlagestrategien basieren.
Es ist auch der erste Nicht-US-Broker, der in den USA expandiert und Kryptowährungshandel anbietet. 2019 ernannte eToro Alec Baldwin zu ihrem US-Markenbotschafter und warb für ihre Copyfund- und Kryptowährungsprodukte.

## Forschung
Der MIT-Informatiker und Forscher Yaniv Altshuler beschrieb soziale Handelsnetzwerke als komplexe adaptive Systeme und schrieb in seiner Studie von 2014 über das OpenBook von eToro:

„Durch die inhärente Fähigkeit, Ideen und Informationen untereinander auszutauschen, erhalten die Benutzer von OpenBook eine neue Informationsquelle, die sie nutzen können, um ihre Handelsleistung zu verbessern. Da die Nutzer nicht gegeneinander, sondern gegen den Markt spielen, wird diese Situation zu einem ‘Nicht-Nullsummenspiel’ und motiviert die Nutzer, so viele Informationen wie möglich auszutauschen.“

Sein Beitrag kommt zu dem Schluss, dass „Sozialhandel im Vergleich zum Einzelhandel viel bessere Gewinnmöglichkeiten bietet“, dass die Nutzer jedoch „ausgezeichnete, aber manchmal nicht optimale Entscheidungen bei der Auswahl von Experten treffen, obschon sie die Entscheidungen anderer sehen können“.
Eine Studie der St. John’s Universität aus dem Jahr 2017 ergab, dass „führende“ Händler oder diejenigen mit Followern anfälliger für ein Phänomen sind, das als Dispositionseffekt (Abstoßen gestiegener Aktien und Halten gesunkener Aktien) bekannt ist, als Investoren, die von keinem anderen Händler verfolgt werden. Dabei halten die Autoren fest, dass die Beobachtung dadurch erklärt werden kann, dass „sich die Führenden ihren Followern gegenüber verantwortlich fühlen und sie nicht enttäuschen wollen, aus Angst, Follower zu verlieren, falls sie eine schlechte Investitionsentscheidung zulassen und wollen dadurch Vertrauen in ihre ursprüngliche Investitionswahl signalisieren oder durch den Versuch von neu erkorenen Führenden, ihr Selbstbild zu gestalten“.

## Referenzen
1. ↑  eToro. Abgerufen am 4. April 2020.
2. 1 2  Adiel Eithan Mustaki: eToro’s profit soars to $192M ahead of Nasdaq IPO. In: Calcalistech. 25. März 2025, abgerufen am 27. März 2025.
3. ↑  Manya Saini, and Prakhar Srivastava: Israel's eToro files for US IPO as retail trading boom boosts commissions. In: Reuters. 25. März 2025, abgerufen am 27. März 2025.
4. ↑  Matthew Griffin: EToro Files for IPO Showing Commissions Jumped 46% Last Year. In: Bloomberg. 24. März 2025, abgerufen am 27. März 2025.
5. 1 2  Arjun Kharpal: Start-ups take on hedge funds with ‘social trading’. In: CNBC. 7. April 2016, abgerufen am 10. Mai 2019 (englisch).
6. 1 2  Sophie Shulman: Is eToro really worth more than $10 billion? 17. März 2021, abgerufen am 17. August 2021.
7. ↑  Oscar Williams-Grut: A trading company with 10 million customers is setting up a crypto desk for hedge funds and banks. Abgerufen am 6. Februar 2020.
8. 1 2  Camila Russo: U.S. Crypto Trading Platforms Are About to Get More Competition. In: Bloomberg. Abgerufen am 6. Februar 2020.
9. 1 2  Gen Y investors bank on disruption. In: The Australian. 1. Juli 2019, abgerufen am 6. Februar 2020.
10. ↑  eToro’s 2024 Profits Soared 13x, with Crypto Contributing 38% of Commission Income. 25. März 2025, abgerufen am 26. Mai 2025 (englisch).
11. ↑  eToro Statistics (2025): AUM, Users, Revenues, and More! 23. Februar 2023, abgerufen am 26. Mai 2025 (englisch).
12. ↑  Ateev Bhandari: Israel's eToro valued at $5.6 billion in bumper Nasdaq debut after tariff-driven delays. In: Reuters. 14. Mai 2025 (reuters.com [abgerufen am 26. Mai 2025]).
13. ↑  Ivan Levingston, George Steer: Trading platform eToro surges on New York debut after upsized offering. In: Financial Times. 14. Mai 2025 (ft.com [abgerufen am 26. Mai 2025]).
14. ↑  Matthew Griffin, Anthony Hughes: Trading Platform EToro Surges 29% After Upsized US IPO. In: Bloomberg News. 14. Mai 2025, abgerufen am 26. Mai 2025 (englisch).
15. ↑  Donnie Rust: eToro. Seriously? Is It That Easy? In: Bloomberg L.P. 7. November 2013, archiviert vom Original am 23. März 2014; abgerufen am 10. Mai 2019 (englisch).
16. ↑  Michael Greenberg: eToro launches its own Forex Social Community – OpenBook. Finance Magnates, 12. Juli 2010, abgerufen am 13. Mai 2015 (englisch).
17. ↑  Sean Madden: Investing In Crypto Assets On eToro: Everything You Need To Know. In: PCMag Australia. 9. März 2022, archiviert vom Original (nicht mehr online verfügbar) am 20. Mai 2022; abgerufen am 17. Mai 2022 (englisch).
18. ↑  Michael Greenberg: eToro’s OpenBook goes mobile. 7. Oktober 2010, abgerufen am 13. Mai 2015 (englisch).
19. ↑  eToro profile. Crunchbase, abgerufen am 13. Mai 2015 (amerikanisches Englisch).
20. ↑  Michael Arrington: eToro Adds $2.4 Million To The Coffers: "Zynga For Real Men". TechCrunch, 8. Juni 2010, abgerufen am 13. Mai 2015 (amerikanisches Englisch).
21. ↑  Ingrid Lunden: Social Investment Network eToro Is Picking Up Another $15 Million From Spark, Others. TechCrunch, 13. März 2012, abgerufen am 13. Mai 2015 (amerikanisches Englisch).
22. ↑  Oscar Williams-Grut: Silicon Round-Up: eToro plans UK push after snagging $27m from Russians and Chinese. London Evening Standard, 12. Dezember 2014, abgerufen am 13. Mai 2015 (britisches Englisch).
23. ↑   eToro Partners CoinDash to Develop Blockchain-Based Social Trading | Finance Magnates In: Finance Magnates | Financial and business news, 14. Dezember 2017. Abgerufen am 14. Mai 2018 (amerikanisches Englisch).
24. ↑  eToro raises $100 million from investors. TheCashDiaries, archiviert vom Original am 27. März 2018; abgerufen am 27. März 2018 (amerikanisches Englisch).
25. ↑  Israeli social trading firm eToro raises $100 million in private funding. In: Reuters. 23. März 2018 (reuters.com [abgerufen am 6. Februar 2020]).
26. ↑  Israeli social trading platform eToro raises $100 million. Abgerufen am 6. Februar 2020 (amerikanisches Englisch).
27. ↑  eToro Confirms $27 Million Funding Round with Ping An Ventures and SBT Venture Capital. 10. Dezember 2014, abgerufen am 17. August 2021 (englisch).
28. ↑  Meir Orbach: eToro joins Israeli unicorn club by tripling valuation in two years to reach $2.5 billion. 8. Dezember 2020, abgerufen am 17. August 2021.
29. ↑  eToro IPO via SPAC Deal | eToro IPO Date and How to Trade eToro Stock. Abgerufen am 17. August 2021 (britisches Englisch).
30. ↑  Breaking: eToro Enters the US Market by Offering Cryptocurrency Trading. In: Finance Magnates | Financial and business news. 16. Mai 2018, abgerufen am 13. April 2019 (englisch).
31. ↑  Ron Finberg: eToro Adds Stocks on its Social Trading Network as Operations Evolve. Finance Magnates, 25. Juli 2013, abgerufen am 13. Mai 2015 (amerikanisches Englisch).
32. ↑  A Beginner's Guide to Trading with eToro. In: AlphaNewsCall. 27. April 2022, abgerufen am 17. Mai 2022 (amerikanisches Englisch).
33. 1 2  583263 – eToro (UK) Ltd – FCA. In: Financial Conduct Authority. Archiviert vom Original am 16. April 2014; abgerufen am 15. Mai 2019 (britisches Englisch).
34. ↑  eToro launches Bitcoin trade – Tech City News | Tech City News. 29. Juni 2017, archiviert vom Original (nicht mehr online verfügbar) am 29. Juni 2017; abgerufen am 6. Februar 2020.
35. ↑  Fiona Reddan: Looking to boost your income? eToro is looking for Irish freelance fund managers. Abgerufen am 6. Februar 2020 (englisch).
36. ↑  Ron Finberg: eToro Adds Stocks on its Social Trading Network as Operations Evolve. Finance Magnates, 25. Juni 2013, abgerufen am 13. Mai 2019 (englisch).
37. ↑  eToro legt CopyFund für Kryptowährungen auf. In: Boerse.de. 7. Juni 2017, archiviert vom Original am 13. Februar 2020; abgerufen am 15. Mai 2019.
38. ↑  Wirecard kommt nicht zur Ruhe. In: Finanzen.net. Abgerufen am 15. Mai 2019.
39. ↑  Fiona Reddan: eToro is looking for Irish freelance fund managers. In: The Irish Times. Abgerufen am 15. Mai 2019 (englisch).
40. ↑  Daniel Saurenz: Wirecard – unter Börsianern längst eine Legende. In: Capital. Abgerufen am 15. Mai 2019.
41. 1 2  Eleni Digalaki: eToro has launched in the US. In: Business Insider. Abgerufen am 15. Mai 2019 (englisch).
42. ↑  eToro rolls out its cryptocurrency wallet for Android and iOS. In: The Next Web. Abgerufen am 15. Mai 2019 (englisch).
43. ↑  eToro Enters the US Market by Offering Cryptocurrency Trading. In: Finance Magnates. Abgerufen am 15. Mai 2019 (englisch).
44. ↑  The GoodDollar, la criptomoneda nacida para acabar con la desigualdad. In: El Economista. 18. Mai 2018, abgerufen am 15. Mai 2019 (spanisch).
45. ↑  Universal Basic Income cryptocurrency launched by eToro. In: Verdict. 8. November 2018, abgerufen am 6. Februar 2020 (britisches Englisch).
46. ↑  'GoodDollar': eToro CEO's New Project Will Use Crypto to Fight Poverty. 7. November 2018, abgerufen am 6. Februar 2020 (amerikanisches Englisch).
47. ↑  Ellen Daniel: Universal Basic Income cryptocurrency launched by eToro. In: Verdict. 8. November 2018, abgerufen am 2. November 2019 (britisches Englisch).
48. ↑  eToro Investment To Bolster GoodDollar Universal Basic Income Initiatives. In: finance.yahoo.com. Abgerufen am 7. April 2022 (amerikanisches Englisch).
49. ↑  Victor Golovtchenko: eToro Rolls Out Proprietary Cryptocurrency Wallet. Finance Magnates, 6. November 2018, abgerufen am 15. Mai 2019 (englisch).
50. ↑  Arman Tabatabai: Social investment platform eToro acquires smart contract startup Firmo. In: Techcrunch. 29. Mai 2019, abgerufen am 14. Mai 2019 (englisch).
51. ↑  Manuel Baigorri, Alastair Marsh: Trading Platform EToro to Buy Danish Blockchain Company Firmo. Abgerufen am 6. Februar 2020.
52. ↑  Trading App eToro Launches Crypto Versions of 8 Major Currencies. Archiviert vom Original (nicht mehr online verfügbar) am 4. Oktober 2019; abgerufen am 6. Februar 2020 (englisch).
53. ↑  Lucy Ingham: Libra is Facebook’s bid to become the world’s currency – should we be worried? In: Verdict. Abgerufen am 6. Februar 2020.
54. ↑  Darren Parkin of Coin Rivet: Facebook announces launch of Libra cryptocurrency to take on bitcoin. 18. Juni 2019, abgerufen am 6. Februar 2020 (englisch).
55. ↑  eToro Aims to Put Derivatives on the Blockchain With Lira Programming Language. Abgerufen am 6. Februar 2020 (amerikanisches Englisch).
56. ↑  Claire Ballentine: Crypto Portfolio Will Analyze Twitter to Gauge Trader Sentiment. In: Bloomberg. Abgerufen am 6. Februar 2020.
57. ↑  eToro Launches Crypto Portfolio Weighted by Twitter Mentions. Abgerufen am 6. Februar 2020 (amerikanisches Englisch).
58. ↑  Investment platform eToro acquires crypto portfolio tracker app Delta. In: TechCrunch. Ehemals im Original (nicht mehr online verfügbar); abgerufen am 6. Februar 2020 (amerikanisches Englisch). (Seite nicht mehr abrufbar. Suche in Webarchiven)
59. ↑  Currency Revolution Series: What Does M&A Deal of eToro and Delta Mean For? 8. November 2019, abgerufen am 6. Februar 2020 (englisch).
60. ↑  eToro Acquires Marq Millions to Support Debit Card Launch. In: financemagnates.com. Abgerufen am 11. Januar 2021 (englisch).
61. ↑  With Robinhood’s UK launch delayed, eToro to bring out UK debit card following acquisition. In: TechCrunch. Abgerufen am 7. April 2022 (amerikanisches Englisch).
62. ↑  eToro plans debit card launch ahead of rival’s entry to UK. In: siliconrepublic.com. Abgerufen am 11. Januar 2021 (englisch).
63. ↑  eToro is launching its first debit card in the UK. In: businessinsider.com. Abgerufen am 11. Januar 2021 (englisch).
64. ↑  eToro Reports Fourth Quarter and Full-Year 2021 Financial Results. In: AP NEWS. 7. März 2022, abgerufen am 7. April 2022 (englisch).
65. ↑  eToro Reports Fourth Quarter and Full-Year 2021 Financial Results. In: www.businesswire.com. 7. März 2022, abgerufen am 7. April 2022 (englisch).
66. ↑  Victor Chatenay: Trading app eToro goes public via $10.4 billion SPAC deal. Archiviert vom Original (nicht mehr online verfügbar) am 21. Juli 2021; abgerufen am 17. August 2021 (amerikanisches Englisch).
67. ↑  Gerald Segal: eToro looking at alternatives to SPAC IPO. 23. Mai 2022, abgerufen am 26. Mai 2025 (amerikanisches Englisch).
68. ↑  eToro and FinTech Acquisition Corp Terminate Merger Deal. 5. Juli 2022, abgerufen am 26. Mai 2025 (englisch).
69. ↑  Mary Ann Azevedo: eToro gets the great Gatsby on its horns for $50M. In: TechCrunch. 17. August 2022, abgerufen am 26. Mai 2025 (amerikanisches Englisch).
70. ↑  Ryan Browne: Twitter partners with eToro to let users trade stocks, crypto as Musk pushes app into finance. 13. April 2023, abgerufen am 21. Mai 2023 (englisch).
71. ↑  Israel's eToro considers New York IPO, seeks $3.5 bln valuation, FT says. In: Reuters. 10. März 2024 (reuters.com [abgerufen am 26. Mai 2025]).
72. ↑  Gillian Tan, David Pan, Bailey Lipschultz: Trading Platform eToro Taps Goldman Sachs As it Plans US IPO. In: Bloomberg News. 6. Dezember 2024, abgerufen am 26. Mai 2025 (englisch).
73. ↑  Ivan Levingston: Retail trading platform eToro files for US IPO and chases $5bn valuation. In: Financial Times. 16. Januar 2025 (ft.com [abgerufen am 26. Mai 2025]).
74. ↑  Somshankar Bandyopadhyay: DFM seeks to widen investor base with eToro partnership. In: Khaleej Times. 20. August 2024, abgerufen am 26. Mai 2025 (englisch).
75. ↑  David: eToro Partners with Deutsche Börse to Expand German Stock Offerings. In: Fazzaco. 6. September 2024, abgerufen am 26. Mai 2025 (englisch).
76. ↑  Tareq Sikder: eToro Ventures to Italian Fintech through Collaboration with SDA Bocconi. In: Finance Magnates. 15. Juli 2024, abgerufen am 26. Mai 2025 (englisch).
77. ↑  Damian Chmiel: eToro to Add 1,000+ UK Stocks in LSE Partnership. In: Finance Magnates. 25. Juli 2024, abgerufen am 26. Mai 2025 (englisch).
78. ↑  Arnab Shome: eToro’s 2024 Profits Soared 13x, with Crypto Contributing 38% of Commission Income. In: Finance Magnates. 25. März 2025, abgerufen am 26. Mai 2025 (englisch).
79. ↑  Sam Boughedda: eToro Obtains New York License, Announces Launch. In: LeapRate. 21. November 2024, abgerufen am 26. Mai 2025 (englisch).
80. ↑  Trading platform eToro files for IPO. In: CNBC. 24. März 2025, abgerufen am 26. Mai 2025 (englisch).
81. ↑  eToro: Gemeinsam Investieren. In: eToro. eToro, abgerufen am 10. Mai 2023.
82. ↑  Etoro (Europe) Limited – CySEC. In: Cysec. Abgerufen am 13. Mai 2019 (englisch).
83. ↑  ETORO USA LLC. In: National Futures Association. Abgerufen am 13. Mai 2015 (amerikanisches Englisch).
84. ↑  eToro recognises Abu Dhabi as a rising fintech hub, receives approval from ADGM to operate in the UAE. In: ADGM. 27. November 2023, abgerufen am 26. Mai 2025 (englisch).
85. ↑  Tech in Asia - Connecting Asia's startup ecosystem. 27. September 2024, abgerufen am 26. Mai 2025 (englisch).
86. ↑  Tech in Asia - Connecting Asia's startup ecosystem. In: www.techinasia.com. Abgerufen am 4. März 2025 (amerikanisches Englisch).
87. ↑  eToro’s 2024 Profits Soared 13x, with Crypto Contributing 38% of Commission Income. 25. März 2025, abgerufen am 3. April 2025 (englisch).
88. ↑  Grant Bailey, Joseph Wilkes: Southampton FC fans to fly to Man City game on private flight 'Le Tiss Air'. 8. Oktober 2019, abgerufen am 6. Februar 2020.
89. ↑  James Maddison can emerge as a gamechanger for England – Matt Le Tissier. Abgerufen am 6. Februar 2020 (britisches Englisch).
90. ↑  Belinda Duvinage: Game-of-Thrones-Star wechselt in die Finanzbranche. In: Werben & Verkaufen. 19. Oktober 2018, abgerufen am 14. Mai 2019.
91. ↑  COTW: eToro 'HODL'- It is not investment advice. Your capital is at risk. In: Campaigns of the World®. 21. Oktober 2018, abgerufen am 6. Februar 2020 (amerikanisches Englisch).
92. ↑  Laurence Taylor: VAT on five-a-side football could turn next generation away from the game. In: The Upcoming. Abgerufen am 6. Februar 2020.
93. ↑  Patrick Hosking, Ben Martin: Is copy-trading the sincerest form of flattery, or a dangerous game?, thetimes.co.uk, 25. Januar 2021
94. ↑  eToro Signs Six-Month Sponsorship Deal with UFC. In: Finance Magnates. 4. Oktober 2019, abgerufen am 10. September 2021 (englisch).
95. ↑  Rugby Australia inks three-year deal with eToro. In: SportsPro. 7. Mai 2021, abgerufen am 10. September 2021 (britisches Englisch).
96. ↑  eToro Confirms Sponsorship of MotoGP Team American Racing KTM. In: Finance Magnates. 31. Mai 2019, abgerufen am 10. September 2021 (englisch).
97. ↑  eToro Becomes AS Monaco Esports’ Sleeve Sponsor. In: Finance Magnates. 24. August 2020, abgerufen am 10. September 2021 (englisch).
98. ↑  Rugby Australia announce eToro as Presenting Partner for 2020 Tri Nations. In: www.rugby.com.au. Abgerufen am 31. Oktober 2020 (englisch).
99. ↑  Rugby Australia inks three-year deal with eToro. In: SportsPro. 7. Mai 2021, abgerufen am 10. September 2021 (britisches Englisch).
100. ↑  Israeli online broker targets young investors with global outlook. 28. Januar 2019, abgerufen am 6. Februar 2020 (englisch).
101. ↑  EToro bringing crypto trading and wallet to the US. In: TechCrunch. Ehemals im Original (nicht mehr online verfügbar); abgerufen am 6. Februar 2020 (amerikanisches Englisch). (Seite nicht mehr abrufbar. Suche in Webarchiven)
102. ↑  eToro Taps Alec Baldwin to Pitch US CopyTrading for Crypto, Stocks. 29. Oktober 2019, abgerufen am 17. Juni 2020 (englisch).
103. ↑  Etoro Bewertung. Abgerufen am 15. Januar 2021.
104. ↑  eToro Review 2022. Abgerufen am 17. Februar 2022.
105. ↑  Yaniv Altshuler: Social networks influence the decisions of financial traders. Institut de technologie du Massachusetts, 10. Januar 2014, archiviert vom Original am 17. August 2018; abgerufen am 28. November 2018 (englisch).
106. ↑  Wei Pan, Yaniv Altshuler, Alex (Sandy) Pentland: Decoding Social Influence and the Wisdom of the Crowd in Financial Trading Network. Institut de technologie du Massachusetts, 2014, V. Conclusion, S. 6 (englisch, mit.edu [PDF; abgerufen am 19. Mai 2019]).
107. ↑  Annette Hofmann, Matthias Pelster: About the Fear of Reputational Loss: Social Trading and the Disposition Effect. St. John’s Universität, 15. Oktober 2017, 5. Conclusions, S. 26 (englisch, stjohns.edu (Memento des Originals vom 16. November 2018 im Internet Archive) [abgerufen am 13. Juni 2019]).